# سی‌اف‌بی گرینوود
سی‌اف‌بی گرینوود (به انگلیسی: CFB Greenwood) (به زبان بومی: Greenwood Airport) یک فرودگاه نیروهای مسلح کانادا با کد یاتا YZX است که یک باند فرود آسفالت دارد و طول باند آن ۲۴۳۸ متر است. این فرودگاه در کشور کانادا قرار دارد و در ارتفاع ۲۸ متری از سطح دریا واقع شده‌است.